# Стейбен Тауншип (округ Кроуфорд, Пенсільванія)
Стейбен Тауншип (англ. Steuben Township) — селище (англ. township) в США, в окрузі Кроуфорд штату Пенсільванія. Населення — 775 осіб (2020).

## Демографія
Згідно з переписом 2010 року, у селищі мешкали 804 особи в 321 домогосподарстві у складі 212 родин. Було 417 помешкань
Расовий склад населення:
| - 99,3 % — білих - 0,1 % — корінних американців - 0,1 % — чорних або афроамериканців |

До двох чи більше рас належало 0,5 %. Частка іспаномовних становила 0,2 % від усіх жителів.
За віковим діапазоном населення розподілялося таким чином: 24,4 % — особи молодші 18 років, 59,4 % — особи у віці 18—64 років, 16,2 % — особи у віці 65 років та старші. Медіана віку мешканця становила 43,4 року. На 100 осіб жіночої статі у селищі припадало 116,7 чоловіків;  на 100 жінок у віці від 18 років та старших — 106,1 чоловіків також старших 18 років.
Середній дохід на одне домашнє господарство  становив 46 520 доларів США (медіана — 36 429), а середній дохід на одну сім'ю — 47 926 доларів (медіана — 39 231). Медіана доходів становила 32 222 долари для чоловіків та 24 038 доларів для жінок. За межею бідності перебувало 23,4 % осіб, у тому числі 35,1 % дітей у віці до 18 років та 13,5 % осіб у віці 65 років та старших.
Цивільне працевлаштоване населення становило 372 особи. Основні галузі зайнятості: виробництво — 28,2 %, освіта, охорона здоров'я та соціальна допомога — 16,4 %, мистецтво, розваги та відпочинок — 10,2 %, науковці, спеціалісти, менеджери — 9,1 %.